# 페테르스난쟁이견장과일박쥐
페테르스난쟁이견장과일박쥐(Micropteropus pusillus)는 큰박쥐과에 속하는 박쥐의 일종이다. 앙골라와 베넹, 부르키나 파소, 부룬디, 카메룬, 중앙아프리카공화국, 차드, 콩고 공화국, 콩고 민주 공화국, 코트디부아르, 적도 기니, 에티오피아, 가봉, 감비아, 가나, 기니, 기니비사우, 케냐, 라이베리아, 말리, 니제르, 르완다, 세네갈, 시에라리온, 수단, 탄자니아, 토고, 우간다 그리고 잠비아에서 발견된다. 자연 서식지는 아열대 또는 열대 기후 지역의 습윤 저지대 숲과 습윤 사바나 지역이다.